# Euanodontia perplexa
Euanodontia perplexa is een tweekleppigensoort uit de familie van de Lucinidae. De wetenschappelijke naam van de soort is voor het eerst geldig gepubliceerd in 1938 door Cotton & Godfrey.